# Grinding Stone
Grinding Stone is het debuutalbum van de Ierse blues/hardrockgitarist Gary Moore (uitgebracht onder naam The Gary Moore Band). Het album kwam uit in 1973.

## Nummers
1. "Grinding Stone" (instrumentaal) – 9:38
2. "Time to Heal" - 6:19
3. "Sail Across the Mountain" - 6:58
4. "The Energy Dance" (instrumentaal) - 2:29
5. "Spirit" - 17:14
6. "Boogie My Way Back Home" – 5:41

## Musici
- Gary Moore - gitaar, zang
- Frank Boylan - basgitaar
- John Curtis - basgitaar
- Philip Donnelly - gitaar
- Pearse Kelly - percussie, drums
- Jan Schelhaas - toetsen